# Op Flohr Stadion
Het Op Flohr Stadion is een multifunctioneel stadion in Grevenmacher, een stad in Luxemburg. 
In het stadion is plaats voor 4.062 toeschouwers, hiervan zijn er een kleine 600 zitplaatsen. Het stadion werd geopend in 1983 en in 2006 vond er een renovatie plaats. Er werden toen nieuwe zitplekken neergezet.
Rondom het grasveld is een atletiekbaan. Het stadion wordt vooral gebruikt voor voetbalwedstrijden, de voetbalclub CS Grevenmacher maakt gebruik van dit stadion. 
Dit stadion werd tevens gebruikt voor het Europees kampioenschap voetbal mannen onder 17 van 2006. Op dat toernooi werden er twee groepswedstrijden gespeeld. De wedstrijd tussen Duitsland en Tsjechië op 5 mei (0–0) en de wedstrijd tussen Tsjechië en België op 8 mei (3–1).

## Afbeeldingen

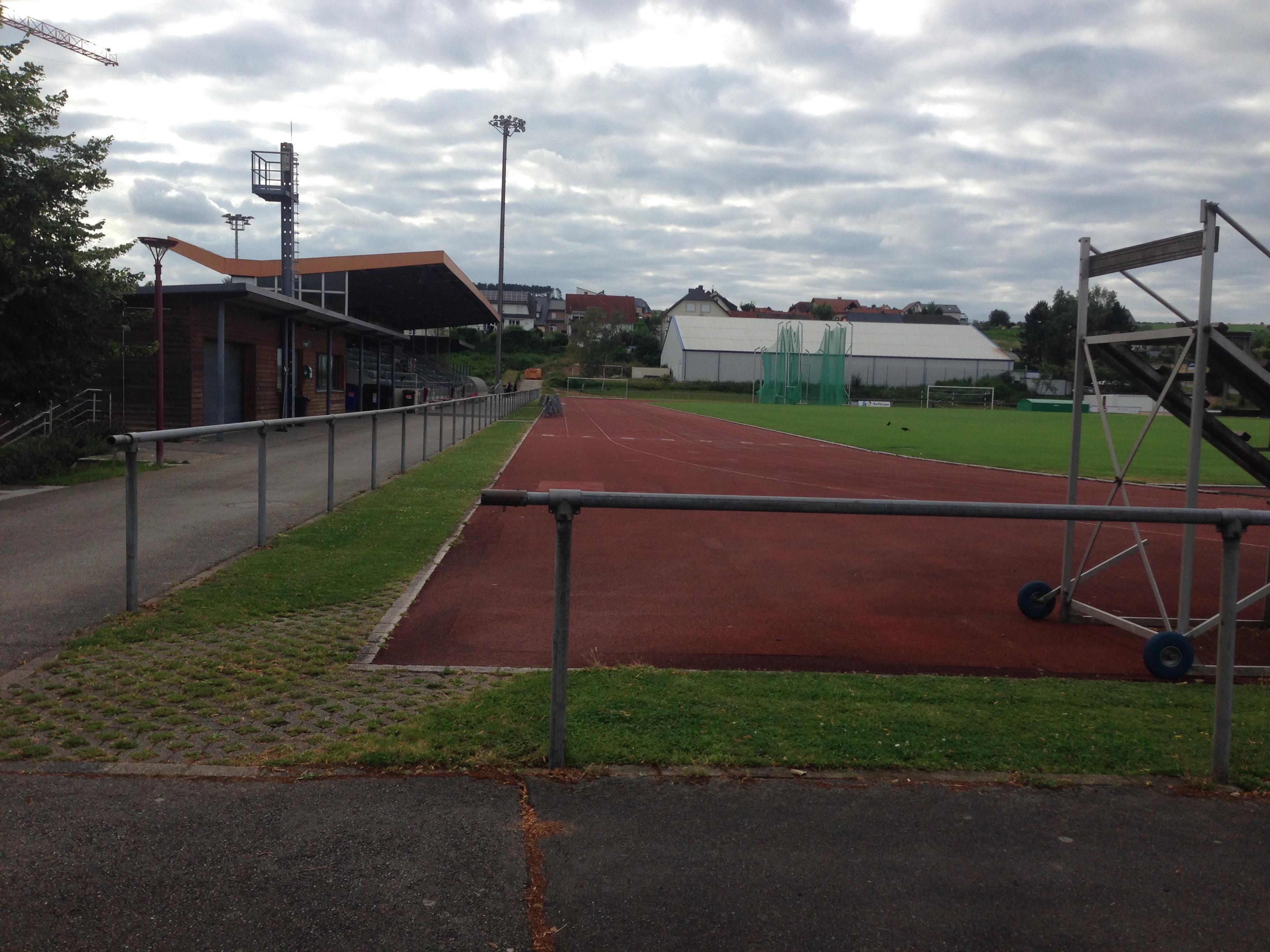
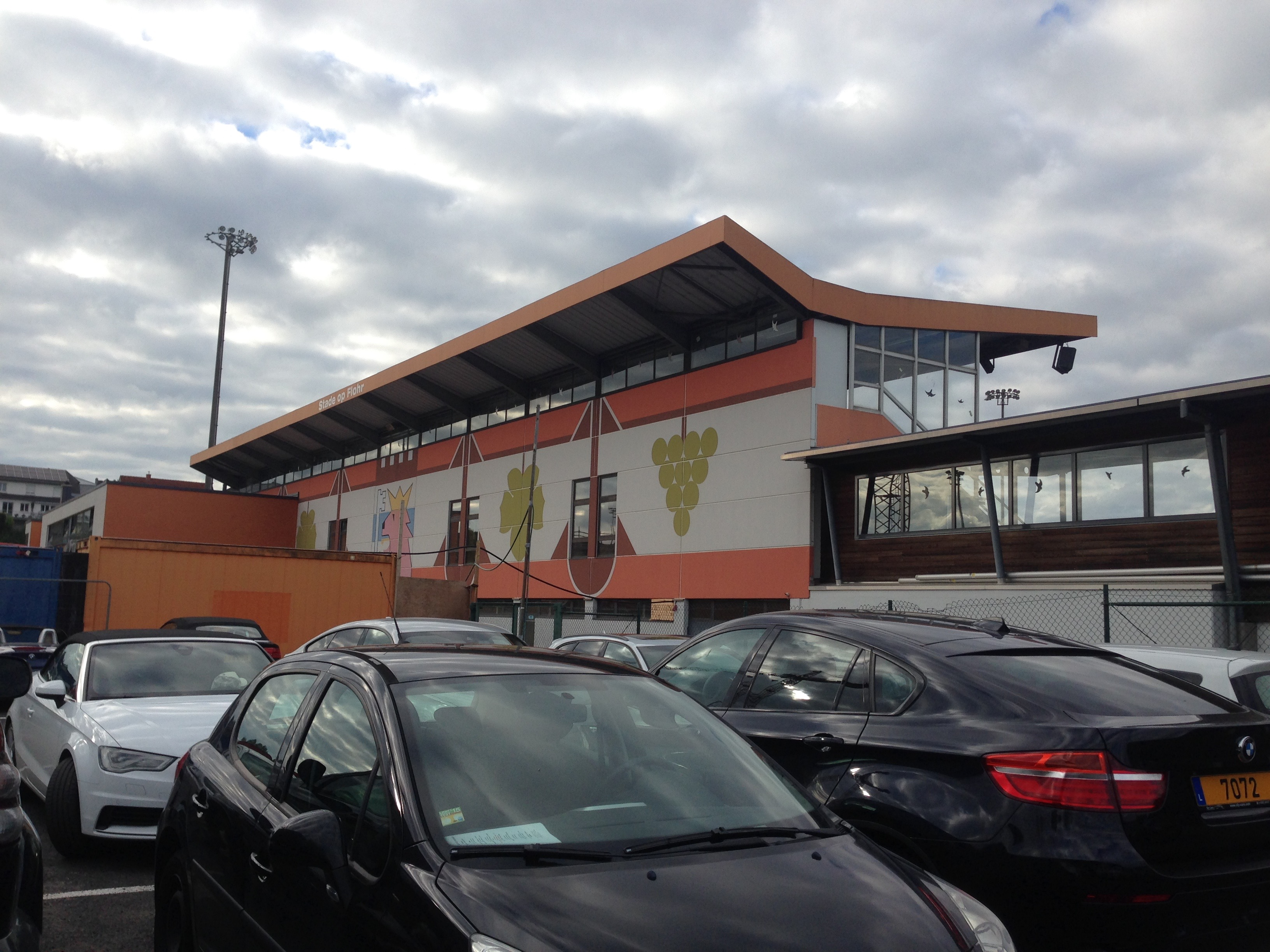
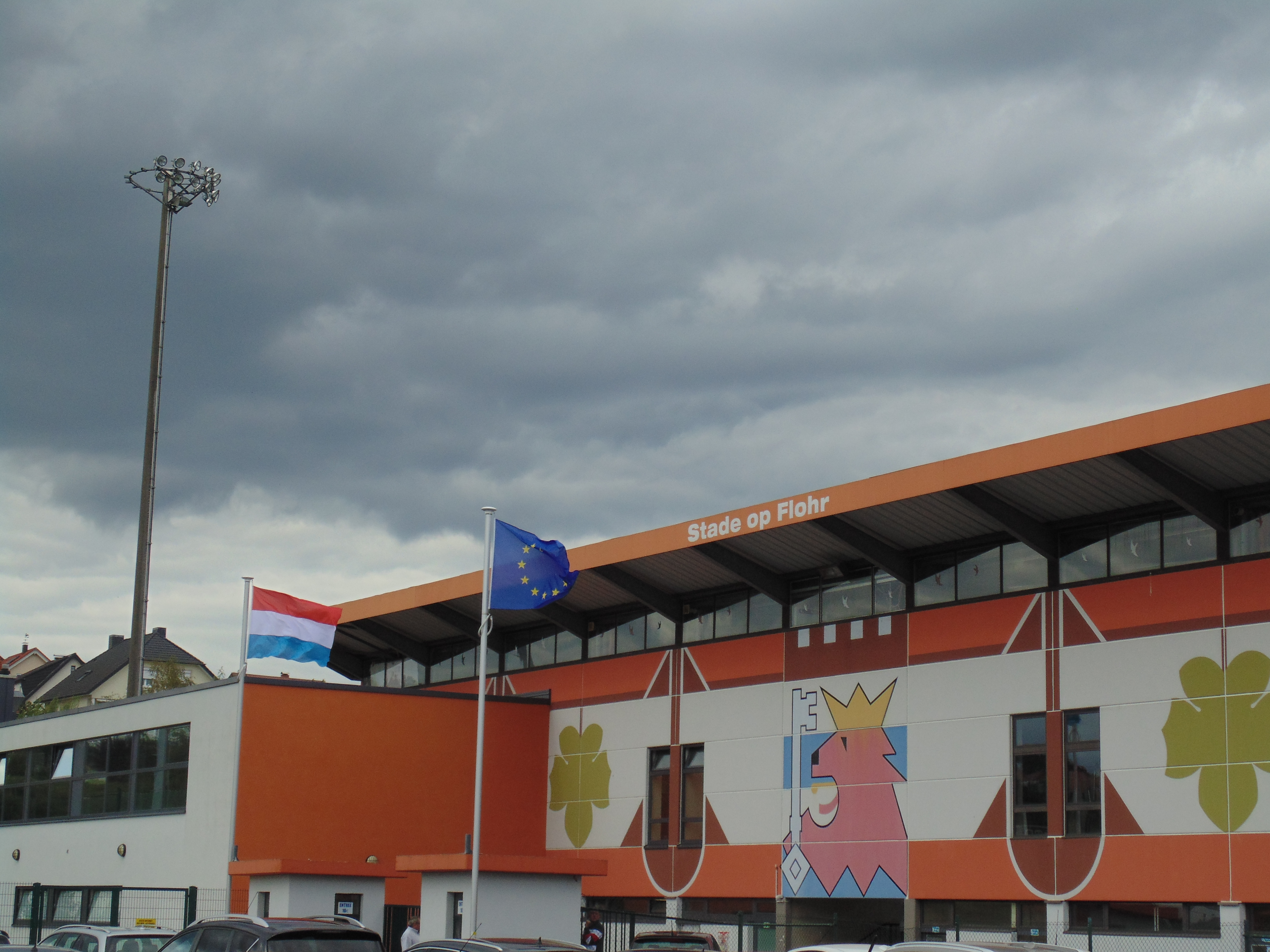

## Website
Club sportif Grevenmacher